# Чернушка перевязанная
Чернушка перевязанная (лат. Erebia fasciata) — дневная бабочка из рода Erebia в составе семейства бархатниц.

## Этимология названия
Видовое название лат. fasciata обозначает «перевязанная».

## Описание
Длина переднего крыла 21—27 мм. В Восточной Европе встречается подвид Erebia fasciata semo Grum-Grshimailo, 1899, отличающийся от номинативного отсутствием андрокониального поля у самца и хорошим развитием постдискального поля.

## Ареал
Арктические области Евразии: тундровая зона от полуострова Канин до Чукотки, арктические регионы Северной Америки.. Распространение в Восточной Европе: полуостров Канин, Малоземельская и Большеземельская тундра, Полярный Урал, остров Южный архипелага Новая Земля.

## Биология
Генерация — двухгодичная (развитие гусеницы занимает 2 года). Время лёта бабочек — в июле-августе. Бабочки населяют каменистые тундры, реже — луговинные и мохово-кустарничковые тундры. Бабочки быстро летают над ерником, часто присаживаются на камни, мох, влажную почву дорог, активно питаются на горце (Polygonum) или астрагалах (Astragalus). Самки откладывают яйца поштучно на стебли кормового растения (осока Carex sp.). Продолжительность стадии яйца составляет 10—12 дней. Гусеница зимует дважды: в 3-м и 5-м возрастах. Стадия куколки длится 15—17 дней.